# Frank Beckmann
Frank Beckmann (* 28. August 1965) ist ein deutscher Journalist und seit 2008 Programmdirektor des Fernsehens des Norddeutschen Rundfunks.

## Karriere
Der aus Essen stammende Beckmann studierte von 1986 bis 1991 Journalistik an der Universität Dortmund und jobbte nebenher zunächst beim Hörfunk des WDR; ab 1990 auch bei der ZDF-Nachrichtensendung heute. Ab 1991 war er für die Logo-Redaktion des ZDF tätig; ab 1992 trat er auch als Moderator der Sendung vor die Kamera. Daneben war er an Konzeption und Redaktion des Jugendmagazins PuR beteiligt und arbeitete dort auch als Regisseur. 1996 war er im ZDF parallel auch für die Redaktion Gesellschaftspolitik tätig. 1998 ging er zum KiKA in Erfurt, – zunächst als Redaktionsleiter der Eigenproduktion, seit Juli 2000 als Programmgeschäftsführer. 2008 wechselte er zum NDR und wurde Programmdirektor Fernsehen.
Im Jahr 2013 eröffnete die Staatsanwaltschaft Erfurt gegen Beckmann und weitere Beschuldigte ein Ermittlungsverfahren wegen des Vorwurfs der Untreue und der Beihilfe zur Untreue im Bezug auf seine Amtszeit beim Kinderkanal. Dazu NDR-Sprecher Martin Gartzke: „Über die Fortsetzung des derzeitigen Vertrages von Herrn Beckmann – er läuft bis 31. Oktober 2013 – ist noch nicht entschieden. Die beiden beteiligten Parteien – der NDR und Herr Beckmann – sind sich einig, dass es keinen Zeitdruck gibt. Für Herrn Beckmann gilt weiterhin die Unschuldsvermutung.“ Am 11. Oktober 2013 äußerte Beckmann in einem Interview, dass er trotz Unschuld ein Bußgeld in Höhe von 30.000 Euro akzeptiere, damit das Ermittlungsverfahren eingestellt wird. Er begründete dies damit, dass er einen Schlussstrich unter die fast dreijährigen Ermittlungen setzen wolle, ein Teil des Geldes dem Kinderkanal (KiKa) zugutekommen soll und ein Prozess ihn weitaus mehr kosten würde. Gleichzeitig sprach sich der damalige NDR-Intendant Lutz Marmor dafür aus, Beckmanns Vertrag beim NDR zu verlängern. Der NDR-Verwaltungsrat beschloss am 19. Oktober 2013 einstimmig die Verlängerung. Durchgängig vom Jahr  2008 bis aktuell 2021 ist Beckmann NDR-Programmdirektor Fernsehen.